# Ettore Muti
Ettore Muti (Ravena, 2 de mayo de 1902-Fregene, 24 de agosto de 1943) fue un aviador italiano y político fascista. Fue secretario del Partido Nacional Fascista (Partito Nazionale Fascista, o PNF) de octubre de 1939 hasta poco después del ingreso de Italia a la Segunda Guerra Mundial el 10 de junio de 1940. Murió en extrañas circunstancias en agosto de 1943.

## Biografía

### Primeros años
Nació en 1902 en Rávena,  en la Romaña. A Muti se le prohibió ir a cualquier escuela desde los 13 años, después de golpear a uno de sus profesores. Al año siguiente, huyó de casa para luchar en la Primera Guerra Mundial, pero fue capturado y regresado por los Carabinieri. A los 15 años, un nuevo intento le fue exitoso, y se unió a los famosos Arditi.
En el frente, Muti se distinguió a través de sus hazañas de audacia. Su destacamento de 800 soldados se le ordenó establecer una cabeza de puente bajo el fuego enemigo:  se las arregló para lograrlo, pero quedó con solo 23 de sus miembros al final del día. Gabriele D'Annunzio se benefició de los servicios de Muti durante la anexión de Fiume en septiembre de 1919 a enero de 1921; le dio el apodo duradero de Gim dagli occhi verdi ("Jim Ojos verdes"). De hecho, Muti rara vez participaba en la lucha por Fiume, siendo más propensos a participar en trucos extravagantes. Sobre esto, D'Annunzio le dijo: «eres la expresión de los valores Superhuman, una ímpetu sin peso, una oferta sin medida, un puñado de incienso sobre brasas, el aroma de un alma pura».

### Periodo de entreguerras
Durante esa época, Muti conoció a Benito Mussolini, del cual desarrollará una duradera fascinación. Un fascista apenas cuando comenzó el fin del estado de Fiume, fue arrestado en varias ocasiones. El 29 de octubre de 1922, fue jefe del equipo que ocupó el ayuntamiento de Rávena durante la marcha sobre Roma. Después de que los fascistas tomaran el poder, Ettore Muti hizo su carrera en los camisas negras, organizado como la «Milicia Voluntaria de Seguridad Nacional» (MVSN).
Su vida fue aventurera: mujeriego y entretenido anfitrión, participando en carreras de autos o en su Harley Davidson. En 1926 se casó con la hija de un banquero, y en 1929, fue padre de su única hija, llamada Diana. Se salvó de un intento de asesinato llevado a cabo por un activista de izquierda el 13 de septiembre de 1927, recibiendo dos disparos en su abdomen y brazo, como consecuencia. Su supervivencia fue incierta por un periodo de tiempo, pero finalmente fue dado de alta con una cicatriz de 20 cm.
Se unió a la Regia Aeronautica (fuerza aérea italiana), desarrollando una pasión por las aeronaves; aceptó a ser degradado a teniente, según los requisitos prácticos del servicio. Voló durante la segunda guerra ítalo-etíope en 1935-1936, donde sus habilidades como piloto le ganó una medalla de plata.
En 1936, regresó a Italia, pero tuvo que irse inmediatamente para ser voluntario al lado de Francisco Franco en la guerra civil española, luchando bajo el seudónimo de Gim Valeri. Dirigió un escuadrón de bombarderos sobre los puertos republicanos, ganando varias medallas de plata, y en 1938, una de oro. Durante la contienda española habría perdido un ojo y una mano. Regresó con el nuevo apodo de Cid alato (''El Cid volador") y la prestigiosa Orden Militar de Savoya. Más tarde en 1938, viajó a la Albania influenciada por el fascismo italiano, permaneciendo en medio de su ocupación total por los italianos en 1939 (y obteniendo otra medalla).

### En la Segunda Guerra Mundial
En octubre de 1939 fue nombrado secretario del Partido Nacional Fascista, en sustitución de Achille Starace. Al parecer en este nombramiento habría intervenido su amigo Galeazzo Ciano, yerno de Benito Mussolini. Hombre sin pasado político ni experiencia en las labores de administración, Muti no supo gestionar el partido único y su periodo como secretario del PNF fue muy criticado internamente. El propio Muti no se sintió a gusto con este nuevo cargo, y de hecho aprovecharía la entrada de Italia en guerra para reingresar en el ejército. Como teniente coronel, participó durante la invasión italiana de Francia, durante el bombardeo a larga distancia de Haifa y Baréin, y durante la batalla de Gran Bretaña. Sin embargo, su salida precipitada de su cargo de Secretario del Partido le hizo perder la amistad entre Ciano y Mussolini.
En 1943, Muti se unió al servicio de inteligencia militar. El 25 de julio, el día que el Gran consejo Fascista votó la destitución de Mussolini y el desmontaje de su régimen, Muti estaba en España, intentando obtener el radar de una aeronave de los Estados Unidos que había chocado en territorio neutral. Regresó a Roma el 27, y se estableció en su villa privada. En la noche del 23 y 24 de agosto, un grupo de Carabinieri ingresaron a su residencia y lo pusieron bajo arresto. Lo llevaron a través de un bosque de pinos que rodea el área, y los sucesos posteriores son todavía misteriosos. El comunicado oficial declaró:
Tras una investigación a las mayores irregularidades en la administración de una entidad estatal asociada, durante la implicación del ex-secretario del disuelto partido fascista, Ettore Muti, ha puesto de manifiesto, los cuerpos militares Carabinieri procedieron a arrestar a Muti en Fregene, cerca de Fiumicino (entonces parte de la comune de Roma), en la noche del 23 y 24 de agosto. A medida que lo llevaron a su cuartel, la escolta fue atacada con varias rondas de disparos en el bosque. En el alboroto momentáneo, habría intentado huir, pero falleció, después de ser tiroteado por los Carabinieri, .
Las mayores irregularidades que se mencionaron nunca fueron aclaradas, ni las identidades de los tiradores en el bosque. En el dramático tiroteo, Muti fue el único que no disparó: su gorra mostró dos agujeros, uno atrás de la cabeza, el otro delante de ella. Otras circunstancias señalan también hacia una ejecución política, con Ettore Muti como la primera víctima en la violencia que afectó a Italia por los próximos dos años. Pietro Badoglio, el dirigente que había depuesto del poder a Mussolini, definió a Muti como "una amenaza" en una carta que había enviado previamente al jefe de la policía local.
Después de su muerte, Muti se convirtió en una figura de culto por parte de la República Social Italiana, el nuevo régimen fascista instaurado en la mitad norte de Italia. Su nombre fue dado a una Legión de la Policía autónoma con sede en Milán y a una de las unidades de Brigadas Negras más temidas.